# Arxellia
Arxellia is een geslacht van weekdieren uit de klasse van de Gastropoda (slakken).

## Soorten
- Arxellia boucheti Vilvens, Williams & Herbert, 2014
- Arxellia erythrea Vilvens, Williams & Herbert, 2014
- Arxellia helicoides Vilvens, Williams & Herbert, 2014
- Arxellia herosae Vilvens, Williams & Herbert, 2014
- Arxellia maestratii Vilvens, Williams & Herbert, 2014
- Arxellia tenorioi (Poppe, Tagaro & Dekker, 2006)
- Arxellia thaumasta Vilvens, Williams & Herbert, 2014
- Arxellia tracheia Vilvens, Williams & Herbert, 2014
- Arxellia trochos Vilvens, Williams & Herbert, 2014